# Powiat Beuthen

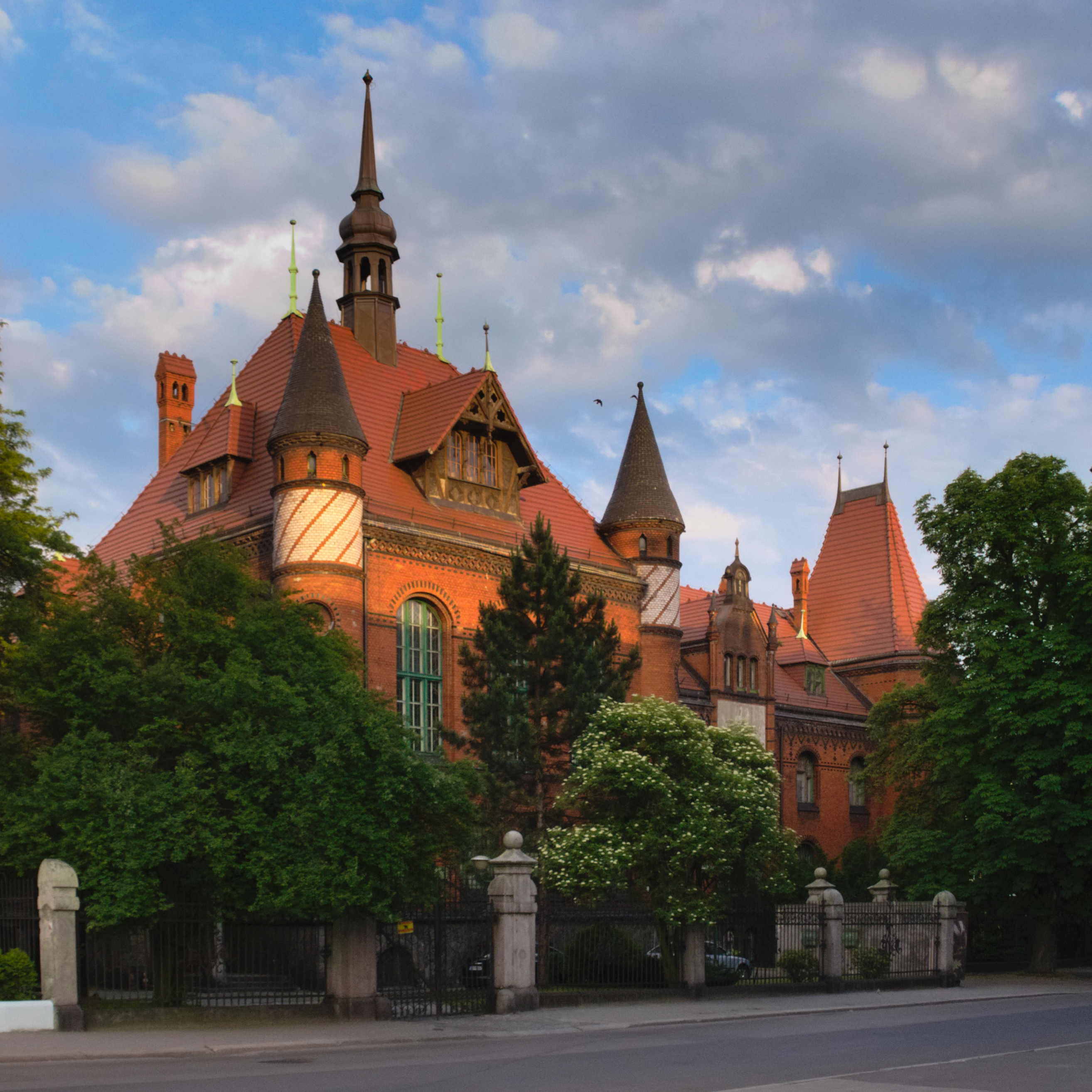
Budynek starostwa powiatowego w Bytomiu (2019)

Powiat Beuthen (niem. Kreis Beuthen, pol. powiat bytomski) – niemiecki powiat istniejący w okresie od 1816 do 1945 r. na terenie prowincji śląskiej.
Po podziale prowincji Śląsk w 1816 r. powiat Beuthen włączono do rejencji opolskiej. Siedzibą powiatu był Rozbark. W 1873 r. z powiatu wydzielono powiaty Kattowitz, Tarnowitz i Zabrze. W 1890 r. miasto Bytom wydzielono w osobny powiat miejski, a powiat ziemski funkcjonował odtąd jako Landkreis Beuthen. W 1898 r. wydzielono również powiat miejski Königshütte. W 1919 r. prowincja Śląsk została podzielona, a powiat Beuthen trafił do prowincji Górny Śląsk. Po plebiscycie na Śląsku część powiatu przekazano Polsce, gdzie utworzono powiat świętochłowicki. W 1927 r. Rozbark włączono do miasta Bytomia. Pozostałości powiatu Beuthen połączono z pozostałościami powiatu Tarnowitz w powiat Beuthen-Tarnowitz z siedzibą w Bytomiu. W 1945 r. terytorium powiatu zajęła Armia Czerwona, i znalazł się on pod administracją polską.
W 1910 r. powiat obejmował 32 gminy o powierzchni 98,92 km² zamieszkane przez 195.844 osób.